# Гай Азиний Никомах Юлиан
Гай Азиний Никомах Юлиан (на латински: Gaius Asinius Nicomachus Julianus; * 185; † 230) e политик на Римската империя през 3 век. Той е проконсул на провинция Азия между 225 и 230 г.

## Биография
Син е на Гай Азиний Квадрат Протим (проконсул в Ахая през 220 г.).
Юлиан се жени за Цезония. Баща е на Азиния Юлиана Никомаха (* ок. 215), която се омъжва преди 240 г. за Квинт Аниций Фауст (* ок. 210), син на Квинт Аниций Фауст Павлин (управител на Долна Мизия 229/230 или 230/232 г.).
Дядо е на Марк Юний Цезоний Никомах Аниций Фауст Павлин, консул през 298 г.